# Aatolana rapax
Aatolana rapax là một loài chân đều trong họ Cirolanidae. Loài này được Bruce miêu tả khoa học năm 1993.